# 青令站
青令站（：／ Cheongnyeong yeok */?）是東海線沿線的一座鐵路車站，位於韓國庆尚北道庆州市安康邑青令里，於2021年末關閉。

## 历史
- 1967年5月27日，落成使用[1]。
- 2016年12月30日，编入东海本线，迁至距起点站（釜山镇站）117.8公里处[2][3]。
- 2021年12月28日，停用本站。

## 相鄰車站
韓國鐵道公社
東海線
羅原－青令－士方